# Corpo di Woronin
Il corpo di Woronin (il nome fa riferimento al botanico russo Mikhail Stepanovich Woronin)  è un corpuscolo, derivato dai perossisomi e delimitato da membrana, che si trova in prossimità dei setti che dividono i compartimenti ifali negli Ascomycota filamentosi. Possono spostarsi e occludere il poro dei setti dell'ifa in modo da limitare la perdita di citoplasma in caso di lesioni.